# Dyskografia The Kelly Family
Artykuł przedstawia całą dotychczasową dyskografię zespołu The Kelly Family.

## Albumy studyjne
| Rok  | Tytuł                                                   | Pozycje na listach sprzedaży | Pozycje na listach sprzedaży | Pozycje na listach sprzedaży | Pozycje na listach sprzedaży | Pozycje na listach sprzedaży | Pozycje na listach sprzedaży | Pozycje na listach sprzedaży | Pozycje na listach sprzedaży | Certyfikaty                         |
| Rok  | Tytuł                                                   | [ 1 ]                        | [ 2 ]                        | [ 3 ]                        | [ 4 ]                        | Belgia                       | [ 5 ]                        | [ 6 ]                        | Polska                       | Certyfikaty                         |
| ---- | ------------------------------------------------------- | ---------------------------- | ---------------------------- | ---------------------------- | ---------------------------- | ---------------------------- | ---------------------------- | ---------------------------- | ---------------------------- | ----------------------------------- |
| 1979 | The Kelly Family - Nośnik: LP, MC                       | –                            | –                            | –                            | –                            | –                            | –                            | –                            | –                            |                                     |
| 1979 | Lieder der Welt - Nośnik: LP, MC                        | –                            | –                            | –                            | –                            | –                            | –                            | –                            | –                            | - DE: Złoto                         |
| 1980 | Festliche Stunden bei der Kelly Family - Nośnik: LP, MC | –                            | –                            | –                            | –                            | –                            | –                            | –                            | –                            | - DE: Złoto                         |
| 1980 | Ein Vogel kann Käfig nicht fliegen - Nośnik: LP, MC     | –                            | –                            | –                            | –                            | –                            | –                            | –                            | –                            |                                     |
| 1980 | Kelly Family loves Christmas and you - Nośnik: LP       | –                            | –                            | –                            | –                            | –                            | –                            | –                            | –                            |                                     |
| 1981 | Christmas All Year - Nośnik: LP, MC, CD                 | –                            | –                            | –                            | –                            | –                            | –                            | –                            | –                            |                                     |
| 1981 | Wonderful World - Nośnik: LP, MC, CD                    | –                            | –                            | –                            | –                            | –                            | –                            | –                            | –                            |                                     |
| 1989 | Keep On Singing - Nośnik: LP, MC, CD                    | –                            | –                            | –                            | –                            | –                            | –                            | –                            | –                            |                                     |
| 1990 | New World - Nośnik: LP, MC, CD                          | –                            | –                            | –                            | –                            | –                            | –                            | –                            | –                            |                                     |
| 1991 | Honest Workers - Nośnik: LP, MC, CD                     | –                            | –                            | –                            | –                            | –                            | –                            | –                            | –                            |                                     |
| 1993 | WOW - Nośnik: MC, CD                                    | –                            | –                            | –                            | –                            | –                            | –                            | –                            | –                            |                                     |
| 1994 | Over the Hump - Nośnik: MC, CD                          | 1                            | 1                            | 1                            | 24                           | –                            | –                            | 26                           | –                            | - DE: 4 × Platyna - PL: 3 x Platyna |
| 1995 | Christmas for All - Nośnik: MC, CD                      | 2                            | 2                            | 1                            | –                            | –                            | –                            | –                            | –                            | - DE: Złoto - PL: Złoto             |
| 1996 | Almost Heaven - Nośnik: MC, CD                          | 1                            | 1                            | 1                            | 3                            | 19                           | –                            | 2                            | –                            | - DE: 2 × Platyna - PL: 2 x Platyna |
| 1997 | Growin’ Up - Nośnik: MC, CD                             | 1                            | 3                            | 5                            | 4                            | 10                           | 59                           | 27                           | –                            | - PL: Złoto                         |
| 1998 | From Their Hearts - Nośnik: MC, CD                      | 3                            | 12                           | 14                           | 17                           | 21                           | –                            | –                            | –                            |                                     |
| 2002 | La Patata - Nośnik: CD                                  | 3                            | 63                           | 35                           | 16                           | 32                           | –                            | –                            | 22                           |                                     |
| 2004 | Homerun - Nośnik: CD                                    | 9                            | –                            | 52                           | 36                           | –                            | –                            | –                            | –                            |                                     |
| 2005 | Hope - Nośnik: CD                                       | –                            | –                            | –                            | –                            | –                            | –                            | –                            | –                            |                                     |
| 2017 | We Got Love - Nośnik: CD                                |                              |                              |                              |                              |                              |                              |                              |                              |                                     |

## Albumy koncertowe
| Rok  | Tytuł                            | Pozycje na listach sprzedaży | Pozycje na listach sprzedaży | Pozycje na listach sprzedaży | Certyfikaty |
| Rok  | Tytuł                            | [ 3 ]                        | [ 2 ]                        | [ 4 ]                        | Certyfikaty |
| ---- | -------------------------------- | ---------------------------- | ---------------------------- | ---------------------------- | ----------- |
| 1988 | Live - Nośnik: LP, MC, CD        | –                            | –                            | 36                           |             |
| 1992 | Street Life - Nośnik: LP, MC, CD | –                            | –                            | –                            |             |
| 1998 | Live Live Live - Nośnik: MC, CD  | 21                           | 24                           | –                            |             |

## Kompilacje
| Rok  | Tytuł                                                    | Pozycje na listach sprzedaży | Pozycje na listach sprzedaży | Pozycje na listach sprzedaży | Pozycje na listach sprzedaży | Pozycje na listach sprzedaży | Certyfikaty |
| Rok  | Tytuł                                                    | [ 1 ]                        | [ 2 ]                        | [ 3 ]                        | [ 4 ]                        | Belgia                       | Certyfikaty |
| ---- | -------------------------------------------------------- | ---------------------------- | ---------------------------- | ---------------------------- | ---------------------------- | ---------------------------- | ----------- |
| 1980 | Stargala - Nośnik: LP, MC                                | –                            | –                            | –                            | –                            | –                            |             |
| 1981 | Liederreise mit Melodien aus aller Welt - Nośnik: LP, MC | –                            | –                            | –                            | –                            | –                            |             |
| 1984 | Une Famille C'est Une Chanson - Nośnik: LP, MC           | –                            | –                            | –                            | –                            | –                            |             |
| 1984 | Unsere schönsten deutschen Lieder - Nośnik: LP, MC       | –                            | –                            | –                            | –                            | –                            |             |
| 1993 | The Very Best – Over 10 Years - Nośnik: LP, MC           | –                            | 22                           | –                            | –                            | –                            |             |
| 1999 | The Bonus-Tracks Album - Nośnik: LP, MC                  | 46                           | –                            | –                            | 31                           | –                            |             |
| 1999 | Best Of The Kelly Family - Nośnik: MC, CD                | 14                           | 20                           | 43                           | 35                           | 15                           |             |
| 1999 | Best Of The Kelly Family 2 - Nośnik: MC, CD              | 29                           | 54                           | –                            | –                            | 33                           |             |

## Single
| Rok  | Tytuł                                                                           | Certyfikaty                 | Pozycje na listach sprzedaży | Pozycje na listach sprzedaży | Pozycje na listach sprzedaży | Pozycje na listach sprzedaży | Pozycje na listach sprzedaży | Pozycje na listach sprzedaży | Album                                 |
| Rok  | Tytuł                                                                           | Certyfikaty                 | [ 17 ]                       | [ 2 ]                        | [ 3 ]                        | [ 4 ]                        | Belgia                       | [ 6 ]                        | Album                                 |
| ---- | ------------------------------------------------------------------------------- | --------------------------- | ---------------------------- | ---------------------------- | ---------------------------- | ---------------------------- | ---------------------------- | ---------------------------- | ------------------------------------- |
| 1978 | „Danny Boy”/„Agur Jaunak”                                                       |                             | –                            | –                            | –                            | –                            | –                            | –                            | The Kelly Family                      |
| 1979 | „Eagle on the Breeze”/„Knick-Knack-Song”                                        |                             | –                            | –                            | –                            | –                            | –                            | –                            | Lieder der Welt                       |
| 1979 | „David’s Song (Who’ll Come with Me)”                                            |                             | 15                           | –                            | –                            | 1                            | –                            | –                            | Lieder der Welt                       |
| 1979 | „The Last Rose of Summer”/ „Join This Parade (Scotland The Brave)”              |                             | –                            | –                            | –                            | –                            | –                            | –                            | Lieder der Welt                       |
| 1980 | „Ein Vogel Kann Im Käfig Nicht Fliegen”/ „Alle Kinder Brauchen Freunde (Child)” |                             | –                            | –                            | –                            | –                            | –                            | –                            | Ein Vogel kann im Käfig nicht fliegen |
| 1980 | „Alle Kinder Brauchen Freunde”/ „Die Vogelhochzeit”                             |                             | –                            | –                            | –                            | –                            | –                            | –                            | Ein Vogel kann im Käfig nicht fliegen |
| 1981 | „Estudiantina Portuguesa”                                                       |                             | –                            | –                            | –                            | –                            | –                            | –                            | Stargala                              |
| 1984 | „Une Famille C’est Une Chanson”/„Didelidei”                                     |                             | –                            | –                            | –                            | –                            | –                            | –                            | Une famille c'est une chanson         |
| 1984 | „Didelidei”/„Eine Familie Ist Wie Ein Lied”                                     |                             | –                            | –                            | –                            | –                            | –                            | –                            | Unsere schönsten deutschen Lieder     |
| 1985 | „Hiroshima, I’m Sorry”                                                          |                             | –                            | –                            | –                            | –                            | –                            | –                            | Live                                  |
| 1987 | „Old Macdonald Had A Farm”/„Amazing Grace”                                      |                             | –                            | –                            | –                            | –                            | –                            | –                            | Wonderful World                       |
| 1987 | „We Love The Pope”/„Our Father”                                                 |                             | –                            | –                            | –                            | –                            | –                            | –                            | Wonderful World                       |
| 1988 | „David’s Song (Who’ll Come With Me)”/„Txiki”                                    |                             | –                            | –                            | –                            | –                            | –                            | –                            |                                       |
| 1992 | „House on the Ocean”                                                            |                             | –                            | –                            | –                            | –                            | –                            | –                            | Street Life                           |
| 1993 | „Key to My Heart”                                                               |                             | –                            | –                            | –                            | –                            | –                            | –                            | Street Life                           |
| 1993 | „No Lies”                                                                       |                             | –                            | –                            | –                            | –                            | –                            | –                            | WOW                                   |
| 1993 | „When the Last Tree...”                                                         |                             | –                            | –                            | –                            | –                            | –                            | –                            | WOW                                   |
| 1993 | „One More Freaking Dollar”                                                      |                             | –                            | –                            | –                            | –                            | –                            | –                            | WOW                                   |
| 1994 | „An Angel”                                                                      | - DE: Platyna - PL: Platyna | 2                            | 2                            | 1                            | 40                           | –                            | –                            | Over the Hump                         |
| 1995 | „Why Why Why”                                                                   |                             | 26                           | 34                           | 16                           | –                            | –                            | –                            | Over the Hump                         |
| 1995 | „Roses of Red”                                                                  |                             | 15                           | 21                           | –                            | –                            | –                            | –                            | Over the Hump                         |
| 1995 | „First Time”                                                                    |                             | 19                           | 19                           | 16                           | –                            | –                            | –                            | Over the Hump                         |
| 1996 | „I Can’t Help Myself (I Love You, I Want You)”                                  | - DE: Platyna - PL: Złoto   | 1                            | 1                            | 2                            | 1                            | 11                           | 1                            | Almost Heaven                         |
| 1996 | „Every Baby”                                                                    |                             | 13                           | 5                            | 9                            | 75                           | –                            | 18                           | Almost Heaven                         |
| 1996 | „Gott Deine Kinder”                                                             |                             | 26                           | 14                           | 19                           | –                            | –                            | –                            | Dzwonnik z Notre Dame soundtrack      |
| 1997 | „Fell in Love with an Alien”                                                    |                             | 15                           | 14                           | 15                           | 4                            | 30                           | –                            | Almost Heaven                         |
| 1997 | „Nanana”                                                                        |                             | 17                           | 6                            | 23                           | –                            | –                            | –                            | Almost Heaven                         |
| 1997 | „When the Boy Come Into Town”                                                   |                             | 37                           | 32                           | 29                           | –                            | –                            | –                            | Almost Heaven                         |
| 1997 | „Because It’s Love”                                                             |                             | 3                            | 2                            | 2                            | 13                           | –                            | –                            | Growin’ Up                            |
| 1997 | „Red Schoes”                                                                    |                             | –                            | –                            | –                            | –                            | –                            | –                            | Growin’ Up                            |
| 1998 | „One More Song”                                                                 |                             | 19                           | 32                           | 23                           | 37                           | –                            | –                            | Growin’ Up                            |
| 1998 | „I Will Be Your Bride”                                                          |                             | 14                           | 19                           | 14                           | 17                           | –                            | –                            | From Their Hearts                     |
| 1999 | „Oh It Hurts”/„Hooks”                                                           |                             | 57                           | –                            | –                            | 57                           | –                            | –                            | From Their Hearts                     |
| 1999 | „I Really Love You”                                                             |                             | –                            | –                            | –                            | –                            | –                            | –                            | From Their Hearts                     |
| 1999 | „The Children of Kosovo”                                                        |                             | 8                            | 13                           | 35                           | 18                           | –                            | –                            | Best Of The Kelly Family              |
| 1999 | „21. August 1999”                                                               |                             | –                            | –                            | –                            | –                            | –                            | –                            | –                                     |
| 1999 | „Saban’s Mystic Knights of Tir Na Nog”                                          |                             | 27                           | 47                           | –                            | 22                           | –                            | –                            | Best Of The Kelly Family 2            |
| 1999 | „Ein Herz Für Kinder-Medley”                                                    |                             | 14                           | 86                           | 40                           | 27                           | –                            | –                            |                                       |
| 1999 | „Mama”                                                                          |                             | –                            | –                            | –                            | –                            | –                            | –                            | Best Of The Kelly Family 2            |
| 2000 | „I Wanna Kiss You”                                                              |                             | 44                           | 79                           | –                            | 37                           | –                            | –                            | Best Of The Kelly Family 2            |
| 2002 | „I Wanna Be Loved”                                                              |                             | 31                           | –                            | –                            | –                            | –                            | –                            | La Patata                             |
| 2002 | „What’s a Matter You People”                                                    |                             | 23                           | –                            | –                            | 26                           | –                            | –                            | La Patata                             |
| 2002 | „Mrs. Speechless”                                                               |                             | 31                           | –                            | –                            | 53                           | –                            | –                            | La Patata                             |
| 2004 | „Flip a Coin”                                                                   |                             | 24                           | –                            | 52                           | 40                           | –                            | –                            | Homerun                               |
| 2004 | „Blood”                                                                         |                             | 24                           | –                            | 59                           | 31                           | –                            | –                            | Homerun                               |
| 2004 | „Streets of Love”                                                               |                             | 52                           | –                            | 72                           | –                            | –                            | –                            | Homerun                               |
| 2017 | „Nanana”                                                                        |                             |                              |                              |                              |                              |                              |                              | We Got Love                           |

## VIDEO
| Rok nagrania | Rok wydania | Tytuł                                                            | Certyfikaty       |
| ------------ | ----------- | ---------------------------------------------------------------- | ----------------- |
| 1981         | 1981        | „A Long Time Ago With Mom” - Nośnik: VHS                         |                   |
| 1981         | 1995        | „Searching For The Magic Golden Harp” - Nośnik: VHS              | - DE: Platyna     |
| 1982         | 1993        | „Christmas All Year” - Nośnik: VHS                               |                   |
| 1988         | 1989        | „Live” - Nośnik: VHS                                             |                   |
| 1989         | 1996        | „Live In East Germany” - Nośnik: VHS                             |                   |
| 1992         | 1992        | „Streetlife” - Nośnik: VHS                                       |                   |
| 1992-1999    | 1999        | „Best Of The Kelly Family Vol. 1" - Nośnik: VHS                  |                   |
| 1992-1999    | 2000        | „Best Of The Kelly Family Vol. 2" - Nośnik: VHS                  |                   |
| 1994         | 1994        | „Tough Road Vol. 1" - Nośnik: VHS                                | - DE: 2 x Platyna |
| 1994         | 1994        | „Tough Road Vol. 2" - Nośnik: VHS                                | - DE: Platyna     |
| 1994-1996    | 1996        | „Tough Road Vol. 3 – Backstage” - Nośnik: VHS                    |                   |
| 1994-1995    | 1996        | „Over the Hump” - Nośnik: VHS                                    |                   |
| 1994-1998    | 1998        | „Making The Videos Vol. 1" - Nośnik: VHS                         |                   |
| 1995-1999    | 1999        | „Making The Videos Vol. 2" - Nośnik: VHS                         |                   |
| 1995         | 1995        | „Live At Loreley” - Nośnik: VHS                                  | - DE: Platyna     |
| 1996         | 1996        | „Crossroads 1" - Nośnik: VHS                                     |                   |
| 1996-1997    | 1997        | „Almost Heaven” - Nośnik: VHS                                    |                   |
| 1996         | 1997        | „European Stadium Tour” - Nośnik: VHS                            |                   |
| 1997         | 1998        | „Growin’ Up – The Concert In East Europe – Vol. 1" - Nośnik: VHS |                   |
| 1997         | 1998        | „Growin’ Up – The Concert In East Europe – Vol. 2" - Nośnik: VHS |                   |
| 2001-2002    | 2002        | „La Patata – The Making Of” - Nośnik: DVD                        |                   |
| 2002-2003    | 2003        | „Cover The Road” - Nośnik: DVD                                   |                   |
| 2004-2005    | 2005        | „Homerun” - Nośnik: DVD                                          |                   |

## Teledyski[22]
| Rok     | Tytuł                                | Reżyser                                           | Informacje | Video                               |
| ------- | ------------------------------------ | ------------------------------------------------- | --- | ----------------------------------- |
| 1980    | „Amazing Grace”                      | Ger Loogmar                                       | Teledysk nagrany przy ognisku | A Long Time Ago With Mom            |
| 1980    | „Estudiantina Portuguesa”            | n/a                                               | Teledysk nagrany na Placu Navona w Rzymie | A Long Time Ago With Mom            |
| 1980    | „Ihr Kinderlein Kommen”              | n/a                                               | Teledysk nagrany w Belascoáin |                                     |
| 1980    | „Jingle Bells”                       | n/a                                               | | A Long Time Ago With Mom            |
| 1980    | „La Montanara”                       | n/a                                               | Teledysk nagrany na Schwarzwaldzie |                                     |
| 1980    | „Old Mc Donald”                      | n/a                                               | Teledysk nagrany na farmie na Schwarzwaldzie | A Long Time Ago With Mom            |
| 1980    | „Sah’ ein Knab’ ein Röslein steh’n”  | n/a                                               | Teledysk nagrany w Belascoáin | Searching For The Magic Golden Harp |
| 1980    | „Shortnin’ Bread”                    | n/a                                               | Teledysk nagrany na paradzie karnawałowej | A Long Time Ago With Mom            |
| 1980    | „Txiki”                              | n/a                                               | Teledysk nagrany w Tonstudio Holland | A Long Time Ago With Mom            |
| 1980    | „We Love The Pope”                   | n/a                                               | Teledysk nagrany w Rzymie i w Watykanie |                                     |
| 1980    | „What A Wonderful World”             | n/a                                               | Teledysk nagrany w Tonstudio Holland i w Koloseum w Rzymie                                                                                              | A Long Time Ago With Mom            |
| 1980    | „Who’ll Come With Me (David’s Song)” | n/a                                               | Teledysk nagrany na wgórzu w pobliżu Belascoáin | Searching For The Magic Golden Harp |
| 1989    | „Sean O’Kelley”                      | Ger Loogmar                                       | Teledysk nagrany na statku Sean O’Kelley |                                     |
| 1993    | „Angels We Have Heard On High”       | n/a                                               | Teledysk nagrany w 1982 r. w Belascoáin | Christmas all year                  |
| 1993    | „Ave Maria”                          | n/a                                               | Teledysk nagrany w 1982 r. w Belascoáin | Christmas all year                  |
| 1993    | „Es Ist Ein Ros’ Entsprungen”        | n/a                                               | Teledysk nagrany w 1982 r. w Belascoáin, bez Barbary-Ann                                                                                                | Christmas all year                  |
| 1993    | „Kling Glöckchen”                    | n/a                                               | Teledysk nagrany w 1982 r. w Belascoáin, niepublikowana wersja studyjna                                                                                 | Christmas all year                  |
| 1993    | „Kommt Ihr Hirten”                   | n/a                                               | Teledysk nagrany w 1982 r. w Belascoáin, bez Barbary-Ann, audio dostępne jedynie na płycie Kelly Family Loves Christmas and You                         | Christmas all year                  |
| 1993    | „O, Holy Night”                      | n/a                                               | Teledysk nagrany w 1982 r. w Belascoáin, słychać głos Caroline, lecz występuje Kathy, gdyż jej starsza siostra już nie występowała z zespołem           | Christmas all year                  |
| 1993    | „O, Tannenbaum”                      | n/a                                               | Teledysk nagrany w 1982 r. w Belascoáin | Christmas all year                  |
| 1993    | „Silent Night (Stille Nacht)”        | n/a                                               | Teledysk nagrany w 1982 r. w Belascoáin i Calle Mayor                                                                                                   | Christmas all year                  |
| 1993    | „Still, Still, Still”                | n/a                                               | Teledysk nagrany w 1982 r. w Belascoáin | Christmas all year                  |
| 1993    | „Süßer Die Glocken Nie Klingen”      | n/a                                               | Teledysk nagrany w 1982 r. w Belascoáin, niepublikowana wersja studyjna                                                                                 | Christmas all year                  |
| 1994    | „An Angel”                           | n/a                                               | Teledysk pokazywany w telewizji, nagrany w Essen, zawiera fragmenty koncertu, pierwszy na podstawie scenariusza                                         | Over the Hump                       |
| 1994    | „Why Why Why”                        | n/a                                               | Teledysk pokazywany w telewizji, nagrany w Sankt Goar                                                                                                   | Over the Hump                       |
| 1994    | „Why Why Why”                        | n/a                                               | Inna wersja teledysku, również nagrana w Sankt Goar | Making The Videos – Volume One      |
| 1995    | „First Time”                         | n/a                                               | Teledysk pokazywany w telewizji, nagrany w Pradze | Over the Hump                       |
| 1995    | „First Time”                         | n/a                                               | Inna wersja teledysku, całkowicie zmieniona, nagrana w Pradze                                                                                           | Making The Videos – Volume Two      |
| 1995    | „Roses Of Red”                       | n/a                                               | Teledysk pokazywany w telewizji, nagrany we Włoszech | Over the Hump                       |
| 1995    | „Roses Of Red”                       | n/a                                               | Inna wersja teledysku, również pokazywana w telewizji i nagrana we Włoszech                                                                             | Making The Videos – Volume Two      |
| 1995    | „She’s Crazy”                        | n/a                                               | Teledysk nagrany w Pradze i na Capri | Over the Hump                       |
| 1996    | „Come Back To Me”                    | Kelly Family, Stephen St. Ledger                  | Teledysk nagrany w Portmarnock w Irlandii | Almost Heaven                       |
| 1996    | „Every Baby”                         | Joe Dyer, Kelly Family                            | Teledysk nagrany w Dublinie | Almost Heaven                       |
| 1996    | „I Can’t Help Myself”                | John Kelly, DoRo                                  | Teledysk częściowo czarno-biały, pokazywany w telewizji, nagrany w EMI studio w Kolonii, zawiera fragmenty koncertu na stadionie piłkarskim w Hanowerze | Almost Heaven                       |
| 1996    | „Like A Queen”                       | Jimmy Kelly                                       | Teledysk nagrany w Hiszpanii i Irlandii | Almost Heaven                       |
| 1996    | „Stars Fall From Heaven”             | John Kelly                                        | Teledysk częściowo czarno-biały, prawdopodobnie nagrany w Irlandii                                                                                      | Almost Heaven                       |
| 1996    | „Thunder”                            | Maurice Linnane, Jimmy Kelly                      | Teledysk nagrany w Niemczech | Almost Heaven                       |
| 1996    | „You Belong To Me”                   | Stephen St. Ledger, John Kelly                    | Teledysk nagrany w Hiszpanii i Irlandii | Almost Heaven                       |
| 1996-97 | „Calling Heaven”                     | Jimmy Kelly, Bain McCue                           | Teledysk częściowo czarno-biały | Almost Heaven                       |
| 1996-97 | „Nothing Like Home”                  | John Kelly                                        | Teledysk częściowo czarno-biały, zawiera fragmenty z płyty Crossroads                                                                                   | Almost Heaven                       |
| 1996-97 | „Staying Alive”                      | Brain McCue, Jimmy Kelly, Joey Kelly              | | Almost Heaven                       |
| 1997    | „Because It’s Love”                  | n/a                                               | Teledysk pokazywany w telewizji | Best of The Kelly Family Volume Two |
| 1997    | „Fell In Love With An Alien”         | Paddy Kelly, Joe Dyer                             | Teledysk pokazywany w telewizji, nagrany w El Rocío | Almost Heaven                       |
| 1997    | „Hey Diddle Diddle”                  | Jimmy Kelly                                       | Teledysk nagrany w Irlandii | Almost Heaven                       |
| 1997    | „Nanana”                             | Jimmy Kelly                                       | Teledysk pokazywany w telewizji, nagrany w Dublinie | Almost Heaven                       |
| 1997    | „When The Boys Come Into Town”       | John Kelly, Joe Dyer                              | Teledysk nagrany w El Rocío | Almost Heaven                       |
| 1998    | „I Will Be Your Bride”               | Angelo Kelly                                      | Teledysk nagrany w Nicei | Making The Videos – Volume One      |
| 1998    | „I Will Be Your Bride”               | Jimmy Kelly                                       | Teledysk nagrany w Nicei, wersja Jimmy’ego Kelly | Making The Videos – Volume Two      |
| 1998-99 | „Please Don’t Go”                    | n/a                                               | Teledysk nagrany w Moskwie, ścieżka dźwiękowa niepublikowana z wokalem Paddy’ego zamiast Jimmy’ego                                                      | Best of The Kelly Family Volume One |
| 1998-99 | „Santa Maria”                        | n/a                                               | Teledysk nagrany w Madrycie na Plaza Mayor, oraz w Sankt Goar, zawiera fragmenty koncertu z 1995 r.                                                     | Best of The Kelly Family Volume One |
| 1999    | „Baby Smile”                         | n/a                                               | Teledysk nagrany w zamku w Gymnich, oraz w okolicznych ogrodach                                                                                         | Best of The Kelly Family Volume One |
| 1999    | „Greensleeves”                       | n/a                                               | Teledysk czarno-biały nagrany w zamku w Gymnich, oraz w okolicznych ogrodach, zawiera nagrania z lat 80 i z roku 1994                                   | Best of The Kelly Family Volume One |
| 1999    | „I Really Love You”                  | n/a                                               | Teledysk nagrany w Hiszpanii | Making The Videos – Volume Two      |
| 1999    | „Key To My Heart”                    | n/a                                               | Teledysk nagrany w latach 1995–1999, zawiera nagrania z koncertów halowych i na stadionach                                                              | Best of The Kelly Family Volume One |
| 1999    | „Oh It Hurts”                        | n/a                                               | Teledysk nagrany w zamku w Gymnich, oraz w okolicznych ogrodach                                                                                         | Making The Videos – Volume Two      |
| 1999    | „One More Freaking Dollar”           | n/a                                               | Teledysk nagrany w latach 1992–1999, zawiera nagrania z koncertów ulicznych, halowych i na stadionach                                                   | Best of The Kelly Family Volume One |
| 1999    | „Red Shoes”                          | n/a                                               | Teledysk zawiera nagrania z koncertu w Ostrawie w 1997 r.                                                                                               | Best of The Kelly Family Volume One |
| 1999    | „The Children Of Kosovo”             | n/a                                               | Teledysk pokazywany w telewizji, zawiera czarno-białe nagrania wojenne                                                                                  | Best of The Kelly Family Volume One |
| 1999    | „Who’ll Come With Me (David’s Song)” | n/a                                               | Teledysk zawiera nagrania z koncertu w Chociebużu w 1989 r.                                                                                             | Best of The Kelly Family Volume One |
| 1999    | „The Wolf”                           | n/a                                               | Teledysk zawiera nagrania z koncertu w Ostrawie w 1997 r.                                                                                               | Best of The Kelly Family Volume One |
| 1999    | „You’re Losing Me”                   | n/a                                               | Teledysk nagrany w latach 1994–1998, zawiera nagrania za kulisami, w studio i z koncertu w Ostrawie w 1997 r.                                           | Best of The Kelly Family Volume One |
| 2002    | „I Wanna Be Loved”                   | n/a                                               | Teledysk pokazywany w telewizji | La Patata                           |
| 2002    | „I Wanna Be Loved”                   | n/a                                               | inna wersja teledysku, również na singlu What’s A Matter You People (CD1)                                                                               | La Patata – The Making Of           |
| 2002    | „Mrs. Speechles”                     | n/a                                               | Teledysk wyświetlany w telewizji | La Patata – The Making Of           |
| 2002    | „What’s A Matter You People”         | n/a                                               | Teledysk czarno-biały pokazywany w telewizji, nagrany w metrze w Berlinie, również na singlu What’s A Matter You People (CD2)                           | La Patata – The Making Of           |
| 2004    | „Babylon”                            | Christian Börner (Live), Brian McCue (Irlandia)   | Teledysk zawiera ujęcia na żywo i z Dnia św. Ptryka | Homerun                             |
| 2004    | „Blood”                              | Joen Heitmann                                     | Teledysk pokazywany w telewizji, nagrany w Berlinie | Homerun                             |
| 2004    | „Blood”                              | Christian Börner                                  | Inna wersja teledysku, zawiera fragmenty nagrań z koncertu w Utrecht                                                                                    | Homerun                             |
| 2004    | „Break The Walls”                    | Christian Börner                                  | Teledysk czarno-biały, nagrany w Conny Plank Studio w Kolonii                                                                                           | Homerun                             |
| 2004    | „Burning Fire”                       | Jimmy Kelly                                       | Teledysk głównie czarno-biały | Homerun                             |
| 2004    | „Burning Fire”                       | Christian Börner                                  | Inna wersja teledysku, nagrany w Conny Plank Studio | Homerun                             |
| 2004    | „Carry My Soul”                      | Christian Börner                                  | Teledysk czarno-biały, nagrany w Conny Plank Studio | Homerun                             |
| 2004    | „Don’t Always Want”                  | Christian Börner                                  | Teledysk czarno-biały, nagrany w Conny Plank Studio | Homerun                             |
| 2004    | „Don’t Be So Unhappy”                | Christian Börner & Paddy Kelly                    | Teledysk zawiera rysunki autorstwa Paddy’ego Kelly | Homerun                             |
| 2004    | „Edge Of Happiness”                  | Christian Börner                                  | | Homerun                             |
| 2004    | „Everybody Is Beautiful”             | Christian Börner                                  | Teledysk zawiera fragmenty nagrań z koncertu w Utrecht                                                                                                  | Homerun                             |
| 2004    | „Flip A Coin”                        | Joern Heitmann                                    | Teledysk pokazywany w telewizji | Homerun                             |
| 2004    | „I’ll Be There”                      | Christian Börner                                  | Teledysk czarno-biały, nagrany w Conny Plank Studio i w Timmendorfer Strand                                                                             | Homerun                             |
| 2004    | „I Wish The Very Best”               | Christian Börner                                  | | Homerun                             |
| 2004    | „Street Kid”                         | n/a                                               | Teledysk nagrany w Conny Plank Studio | Homerun                             |
| 2004    | „Streets Of Love”                    | Jimmy Kelly                                       | Teledysk nagrany w Conny Plank Studio | Homerun                             |
| 2004    | „Strange World”                      | Christian Börner                                  | Teledysk czarno-biały, nagrany w Conny Plank Studio | Homerun                             |
| 2004    | „Walking”                            | Christian Börner                                  | Teledysk czarno-biały, nagrany w Conny Plank Studio | Homerun                             |
| 2004    | „What If Love”                       | Jimmy Kelly (historia), Christian Börner (Studio) | Teledysk czarno-biały, nagrany w Dublinie (historia) i w Conny Plank Studio                                                                             | Homerun                             |